# مجموعة محاطة

في الأعلى، مجموعة محاطة. في الأسفل مجموعة تستمر إلى اللانهاية نحو اليمين، فهي مجموعة غير محاطة.

في التحليل الرياضي، المجموعة المحاطة هي مجموعة ذات حجم منته. وعكسها يكون مجموعة غير محاطة.

## التعريف
تدعى مجموعة S ضمن مجموعة الأعداد الحقيقية باسم مجموعة محاطة إذا وجد عدد حقيقي k بحيث أن k ≥  s من أجل أي عدد s في S . يدعى k الحد العلوي للمجموعة S. وبشكل مشابه يعرف الحد السفلي للمجموعة أيضاً.